# Argus As 10
Argus As 10 — немецкий поршневой авиационный двигатель воздушного охлаждения, разработанный и производившийся с 1928 года компанией Argus Motoren. Устанавливался преимущественно на учебных, связных и разведывательных самолётах; в частности, им был оснащён известный Fieseler Fi 156 Storch. После Второй мировой войны выпускался также во Франции и Чехословакии. Всего было произведено примерно 28 700 экземпляров двигателя.

## Модификации
As 10C
As 10C-1
As 10Eвысокооборотная модификация с мощностью, увеличенной до 270 л.с. (199 кВт).
As 10E-2Планировался к установке на швейцарский учебный самолёт Pilatus P-1.
As 401As 10 с нагнетателем и ВРШ с гидравлическим приводом.
Salmson 8As-00послевоенный выпуск Argus As 10 (Франция)
Salmson 8As-04послевоенный выпуск Argus As 10 (Франция)

## Применение
Германия
- Arado Ar 66 (около 1500)
- Arado Ar 76
- Arado Ar 77
- Arado Ar 96 A
- Dornier Do 12
- Fieseler Fi 156 Storch (более 2900)
- Fieseler Fi 256
- Focke-Wulf A 43 Falke (позже обозначался Fw 43)
- Focke-Wulf Fw 47
- Focke-Wulf Fw 55
- Focke-Wulf Fw 56 Stösser (около 1000)
- Focke-Wulf Fw 58
- Focke-Wulf Fw 186 (автожир)
- Gotha Go 145
- Gotha Go 147
- Gotha Go 149
- Heinkel He 74
- Henschel Hs 121
- Henschel Hs 125
- Horten H VII
- Klemm Kl 36 B
- Klemm Kl 151
- Messerschmitt Bf 108 Taifun
- Sack AS-6 Fliegender Bierdeckel (1 прототип)
- Siebel Si 201

 Франция
- Farman F.510 Monitor II[4]
- Morane-Saulnier MS.500 Criquet (послевоенная французская версия Fi 156)
- Nord 1100 Noralpha (послевоенная французская версия Bf 108 Taifun, 2 прототипа)

 Чехословакия
- Beneš-Mráz K-65 „Čáp“ (послевоенная чехословацкая версия Fi 156)

 Болгария
- Капрони Български КБ-6/КБ-309 Папагал (лицензионный Caproni Ca.309 Ghibli с AS 10 вместо Alfa Romeo 115-II)

 Япония
- Kayaba Ka-1 Автожир ВВС Императорской армии Японии
- Kobeseiko Te-Gō (1 прототип)

 Югославия
- Рогожарски СИМ-XIV-Х

## Двигатель в экспозициях музеев
- Музей Королевских ВВС (Косфорд, Великобритания)
- Музей "Авиатикум" (аэродром Винер-Нойштадт-Ост, Австрия)
- Исторический музей Военно-воздушных сил (Браччано) (Италия)
- Музей Planes of Fame Air Museum,  Чино, Калифорния (США)